# Tatra 500HB
Tatra 500HB (HB oznacza autobus górski) – autobus wysokopodłogowy produkowany przez Karosę w latach 1950-1957.

## Historia
W Czechosłowacji brakowało autobusu stworzonego do ciężkich, górskich warunków w Tatrach. Zakłady Karosa oraz Tatra podjęły się tego zadania. Dzięki ich staraniom powstał autobus trójosiowy (podwozie od ciężarówki Tatra) o modnym nadwoziu. Uruchomiono jego produkcję w 1950 roku. Tatra dostarczała podwozia, zaś Karosa – nadwozia. Na bazie pojazdu w 1953 powstała przyczepa B40. Produkcję zakończono w 1957.